# 上野紗稀
上野 紗稀（うえの さき、1994年11月20日 - ）は、千葉県松戸市出身の女子サッカー選手。マレーシアのサバFA所属。ポジションはディフェンダー。淑徳大学卒。夫はサッカー選手の西原拓夢。

## 人物

### ユース
友達に誘われてサッカーを始める。浦和レッズレディースユース出身。同期に栗島朱里がいる。

### シニア
2013年、ジェフユナイテッド市原・千葉レディースに入団した。同年11月、なでしこリーグの新人賞を受賞した。2017年からはキャプテンを務め、不動の左サイドバックとして通年活躍した。
2020年1月、ユース時代を過ごした浦和レッドダイヤモンズ・レディースへ移籍した。加入年度は過去最少のリーグ戦5試合の出場に終わり、その後も怪我を繰り返し、在籍3シーズンで9試合の出場に終わった。
2023年6月30日、キャリアをスタートさせたジェフユナイテッド市原・千葉レディースへの完全移籍での復帰が発表された。千葉Lでは13試合と一定の出場機会を得たが、2024年5月23日に2023-24シーズン限りでの退団を発表。
2024年6月24日、ラオスのヤング・エレファンツがAFC女子チャンピオンズリーグ（以下AWCL）グループステージ進出のため、上野を獲得したことが発表された。しかし、プレリミナリーステージでのグループ3位敗退が決まると、同年9月24日にAWCLグループステージ進出の決まったマレーシアのサバFAへの加入が発表された。

### 代表
2013年9月、日本女子代表に招集され、ナイジェリア戦で初出場を果たした。

## 経歴

### クラブ
- 0000 - 2006年 ラビットキッカーズ
- 2007年 - 2012年 浦和レッズレディースユース
- 2013年 - 2019年 ジェフユナイテッド市原・千葉レディース
- 2020年 - 2023年 浦和レッズレディース ／ 三菱重工浦和レッズレディース
- 2023年 - 2024年 ジェフユナイテッド市原・千葉レディース
- 2024年  ヤング・エレファンツ（ラオス）
- 2024年 - 現在  サバFA（マレーシア）

### 学歴
- 2010年 - 2013年 松戸高校
- 2013年 - 2017年 淑徳大学

## 個人成績

### クラブ
| 国内大会個人成績 | 国内大会個人成績             | 国内大会個人成績 | 国内大会個人成績 | 国内大会個人成績             | 国内大会個人成績 | 国内大会個人成績 | 国内大会個人成績 | 国内大会個人成績 | 国内大会個人成績 | 国内大会個人成績 | 国内大会個人成績 |
| 年度             | クラブ                       | 背番号           | リーグ           | リーグ戦                     | リーグ戦         | リーグ杯         | リーグ杯         | オープン杯       | オープン杯       | 期間通算         | 期間通算         |
| 年度             | クラブ                       | 背番号           | リーグ           | 出場                         | 得点             | 出場             | 得点             | 出場             | 得点             | 出場             | 得点             |
| 日本             | 日本                         | 日本             | 日本             | リーグ戦                     | リーグ戦         | リーグ杯         | リーグ杯         | 皇后杯           | 皇后杯           | 期間通算         | 期間通算         |
| ---------------- | ---------------------------- | ---------------- | ---------------- | ---------------------------- | ---------------- | ---------------- | ---------------- | ---------------- | ---------------- | ---------------- | ---------------- |
| 2013             | ジェフ千葉レディース         | 2                | なでしこ         | 17                           | 0                | 6                | 0                | 2                | 0                | 25               | 0                |
| 2014             | ジェフ千葉レディース         | 2                | なでしこ         | 28                           | 0                | -                | -                | 2                | 0                | 30               | 0                |
| 2015             | ジェフ千葉レディース         | 2                | なでしこ1部      | 16                           | 0                | -                | -                | 3                | 0                | 19               | 0                |
| 2016             | ジェフ千葉レディース         | 2                | なでしこ1部      | 17                           | 0                | 10               | 0                | 3                | 0                | 30               | 0                |
| 2017             | ジェフ千葉レディース         | 2                | なでしこ1部      | 18                           | 1                | 10               | 0                | 4                | 0                | 32               | 1                |
| 2018             | ジェフ千葉レディース         | 2                | なでしこ1部      | 18                           | 2                | 7                | 0                | 4                | 1                | 29               | 3                |
| 2019             | ジェフ千葉レディース         | 2                | なでしこ1部      | 18                           | 0                | 7                | 0                | 1                | 0                | 26               | 0                |
| 2020             | 浦和レッズレディース         | 12               | なでしこ1部      | 5                            | 0                | -                | -                | 0                | 0                | 5                | 0                |
| 2021-22          | 三菱重工浦和レッズレディース | 5                | WE               | 1                            | 0                | -                | -                | 2                | 0                | 3                | 0                |
| 2022-23          | 三菱重工浦和レッズレディース | 5                | WE               | 3                            | 0                | 6                | 0                | 0                | 0                | 9                | 0                |
| 2023-24          | ジェフ千葉レディース         | 19               | WE               | 13                           | 0                | 4                | 0                | 1                | 0                | 18               | 0                |
| ラオス           | ラオス                       | ラオス           | ラオス           | リーグ戦                     | リーグ戦         | リーグ杯         | リーグ杯         | オープン杯       | オープン杯       | 期間通算         | 期間通算         |
| 2024             | ヤング・エレファンツ         | 2                |                  |                              |                  |                  |                  |                  |                  |                  |                  |
| マレーシア       | マレーシア                   | マレーシア       | マレーシア       | リーグ戦                     | リーグ戦         | リーグ杯         | リーグ杯         | オープン杯       | オープン杯       | 期間通算         | 期間通算         |
| 2024             | サバFA                       | 2                |                  |                              |                  |                  |                  |                  |                  |                  |                  |
| 通算             | 日本                         | 日本             | 1部              | 154                          | 3                | 50               | 0                | 22               | 1                | 227              | 4                |
| 通算             | ラオス                       | ラオス           | 1部              | \|\|\|\|\|\|\|\|\|\|\|\|\|\| |                  |                  |                  |                  |                  |                  |                  |
| 通算             | マレーシア                   | マレーシア       | 1部              | \|\|\|\|\|\|\|\|\|\|\|\|\|\| |                  |                  |                  |                  |                  |                  |                  |
| 総通算           | 総通算                       | 総通算           | 総通算           | 154                          | 3                | 50               | 0                | 22               | 1                | 226              | 4                |

- 日本女子サッカーリーグ
  - 初出場 - 2013年3月23日 なでしこリーグ 第1節 INAC神戸レオネッサ戦 (ノエビアスタジアム神戸)
  - 初得点 - 2017年8月19日 なでしこリーグ1部 第11節 AC長野パルセイロ・レディース戦 (長野Ｕスタジアム)

- WEリーグ
  - 初出場 - 2022年5月3日 第11節 アルビレックス新潟レディース戦 (新潟市陸上競技場)[11]

### 代表
- 2013年9月26日 - 日本女子代表初出場 -  ナイジェリア戦 (国際親善試合)

#### 試合数
| 日本代表 | 国際Aマッチ | 国際Aマッチ |
| 年       | 出場        | 得点        |
| -------- | ----------- | ----------- |
| 2013     | 1           | 0           |
| 通算     | 1           | 0           |

#### 出場試合
| #  | 開催日        | 開催都市 | スタジアム         | 対戦国       | 結果  | 監督       | 大会         | 出典   |
| -- | ------------- | -------- | ------------------ | ------------ | ----- | ---------- | ------------ | ------ |
| 1. | 2013年9月26日 | 千葉     | フクダ電子アリーナ | ナイジェリア | ○ 2-0 | 佐々木則夫 | 国際親善試合 | [ 12 ] |

## タイトル

### クラブ
- ジェフユナイテッド千葉レディース
  - なでしこリーグカップ: 1回 (2017)
- 浦和レッズレディース / 三菱重工浦和レッズレディース
  - WEリーグ: 1回 (2022-23)
  - WEリーグカップ: 1回 (2022-23)
  - 皇后杯 JFA 全日本女子サッカー選手権大会: 1回 (2021)
  - 日本女子サッカーリーグ: 1回 (2020)

### 個人
- なでしこリーグ新人賞 (2013)